# كورت كليمنس
كورت كليمنس (بالألمانية: Kurt Clemens)‏ (7 نوفمبر 1925 بهومبورغ في ألمانيا - 19 يوليو 2021) هو لاعب كرة قدم ألماني في مركز الوسط. شارك مع منتخب سارلاند لكرة القدم. أما مع النوادي، فقد لعب مع نادي ساربروكن ونادي كارلسروه ونادي نانسي ونادي هامبورغ 08 ونادي نانسي (نادي كرة قدم) وسار 05 ساربروكن ‏.

## وصلات خارجية
- كورت كليمنس على موقع قاعدة بيانات كرة القدم.إي يو (الإنجليزية)
- كورت كليمنس على موقع ناشيونال فوتبول تيمز (الإنجليزية)
- كورت كليمنس على موقع عالم كرة القدم.نت (الإنجليزية)